# Plebejus saepiolus
Plebejus saepiolus är en fjärilsart som beskrevs av Jean Baptiste Boisduval 1852. Plebejus saepiolus ingår i släktet Plebejus och familjen juvelvingar. Inga underarter finns listade i Catalogue of Life.

## Bildgalleri

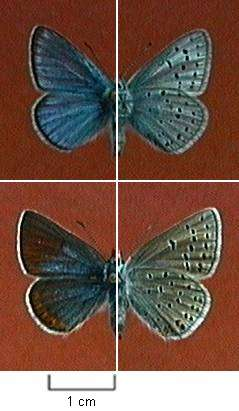